# Airton Artus
Airton Luiz Artus ou simplesmente Airton Artus (Barros Cassal, 27 de setembro de 1957) é um médico e político brasileiro filiado ao Partido Democrático Trabalhista (PDT).

## Biografia
Natural de Barros Cassal, no interior do Rio Grande do Sul, Airton Artus formou-se em Medicina em 1983. Após sua graduação, atuou por muitos anos como clínico geral tanto na saúde pública quanto na privada.
Artus vem de uma família com tradição na política regional, sendo que seu irmão Celso também foi prefeito e seu irmão Hélio foi vereador.

## Carreira política

### Atuação na saúde pública
Em 1991, Airton Artus atuou como coordenador regional de Saúde, período em que acompanhou a criação e implantação do Sistema Único de Saúde (SUS). Em 1993, assumiu o cargo de diretor do corpo clínico do Hospital São Sebastião Mártir (HSSM), em Venâncio Aires.

### Vereador e Prefeito de Venâncio Aires
Sua carreira política começou como vereador como vereador em Venâncio Aires entre os anos de 1997 e 2004. Posteriormente, foi vice-prefeito entre 2005 e 2008, e eleito prefeito por dois mandatos consecutivos, nas gestões de 2009-2012 e 2013-2016.

## Deputado estadual
Nas eleições estaduais de 2022 ficou como suplente de deputado estadual pelo PDT, à uma cadeira na Assembleia Legislativa do Rio Grande do Sul para a 56ª legislatura (2023 — 2027) com 24.319 votos, sendo o quinto mais votado do partido.
Airton Artus tomou posse como deputado estadual no dia 1º de fevereiro de 2023 com a nomeação de Gilmar Sossella para secretário estadual do trabalho e desenvolvimento profissional.

### Atuação parlamentar
Como deputado estadual, Artus definiu como prioridades de atuação o setor produtivo, a infraestrutura e questões sociais envolvendo Educação e Saúde.

#### Presidência de comissão
Airton Artus preside a Comissão de Defesa do Consumidor e do Contribuinte e Participação Legislativa Popular na Assembleia Legislativa do Rio Grande do Sul. Sob sua liderança, a comissão tem trabalhado em projetos como a instituição do Dia do Consumidor Gaúcho, a ser comemorado anualmente em 15 de março.
A comissão também promove eventos de relevância internacional, como o debate sobre proteção à privacidade e aos dados pessoais realizado em abril de 2025 no Plenarinho da ALRS, em parceria com o Fórum Latino-Americano de Defesa do Consumidor.

#### Projetos de lei
Em março de 2025, teve aprovado por unanimidade na Assembleia Legislativa o Projeto de Lei 302/24 de sua autoria, que institui o Mês Estadual de Segurança e Saúde do Trabalho, popularmente conhecido como "Abril Verde".
O projeto tem como objetivo conscientizar a população sobre os dados alarmantes de acidentes e doenças relacionadas ao trabalho, além de promover a prevenção. A iniciativa prevê a realização de eventos, palestras e a iluminação de prédios públicos na cor verde durante o mês de abril.
Ao comentar sobre a aprovação do projeto, Artus destacou: "Estamos muito felizes, é o nosso segundo projeto de lei aprovado por unanimidade no nosso primeiro mandato. Tem coisas na vida que a gente só dá valor quando falta, e a saúde é uma delas, por isso a prevenção e a conscientização são tão importantes para a nossa sociedade".
A proposta foi motivada por dados alarmantes: em 2022, o Rio Grande do Sul registrou 50,5 mil acidentes de trabalho e 284 mortes relacionadas ao trabalho, sendo 236 óbitos por acidentes de trabalho típicos, correspondendo a 83,1% dos óbitos relacionados ao trabalho.